# Dębowa Góra (Nielepice)

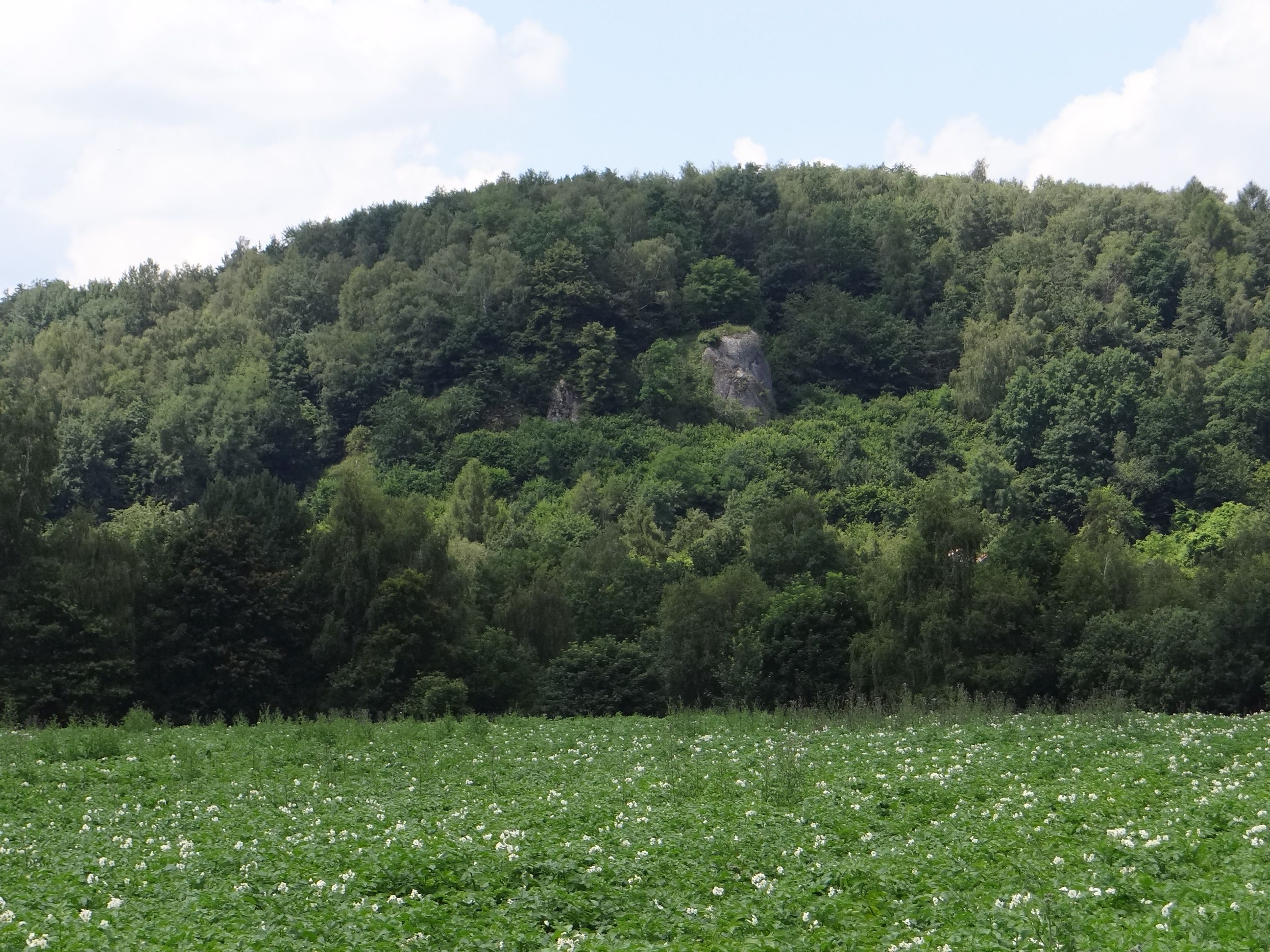
Dębowa Góra i Skała na Dębowej Górze

Dębowa Góra – porośnięte lasem wzgórze terytorialnie należące do wsi Nielepice w województwie małopolskim, w powiecie krakowskim, w gminie Zabierzów. Oddziela dwie odnogi Doliny Nielepickiej – wąwozy Pierunkowy Dół i Pajoki.
Dębowa Góra znajduje się w Lesie Zwierzyniec na Garbie Tenczyńskim będącym częścią Wyżyny Krakowsko-Częstochowskiej w obrębie Tenczyńskiego Parku Krajobrazowego. Na jej północnej stronie wznosi się widoczna ponad lasem Skała na Dębowej Górze. Na szczycie skały  jest zabezpieczony metalowymi barierkami punkt widokowy. Grzbietem Dębowej Góry prowadzą dwa szlaki turystyczne. Na wypłaszczeniu tego grzbietu gmina Zabierzów przy współfinansowaniu Unii Europejskiej wykonała projekt dydaktyczno-rozrywkowy dla dzieci pt. „Pański Kąt”. Jest to zespół drewnianych konstrukcji, tablice dydaktyczne, wiata i ławki.

## Szlaki turystyczne
Szlak spacerowo – edukacyjny wokół Nielepic: Nielepice, centrum – okopy z 1944 r. – kamieniołom wapienia Nielepice – Bukowa Góra – Dębowa Góra – Jaskinia przy Kamyku (Jaskinia Pańskie Kąty) – Pajoki – Nielepickie Skały – Nielepice. Jest to zamknięta pętla o długości około 8 km
:  Nielepice-centrum – Pierunkowy Dół – Dębowa Góra – Pańskie Kąty (centrum edukacyjno-rozrywkowe) – Skała na Dębowej Górze – Nielepice